# Шевельов Марк Іванович
Марк Іванович Шевельо́в (рос. Марк Иванович Шевелёв; нар. 11 (24) жовтня 1904 — пом. 6 жовтня 1991) — радянський військовий і полярний льотчик, генерал-лейтенант авіації (1943), Герой Радянського Союзу (1937).

## Життєпис
Народився в Санкт-Петербурзі в родині службовця. Єврей.
З червня 1920 року — в лавах РСЧА. Брав участь в громадянській війні в Росії: червоноармієць 236-го окремого стрілецького батальйону бронепотягу № 110 на Південному фронті. Член РКП(б) з 1921 року.
У 1925 році закінчив факультет повітряних сполучень Ленінградського інституту інженерів шляхів сполучення. Працював у Цивільному Повітряному Флоті СРСР (ЦПФ СРСР). З лютого по грудень 1928 року вдруге призивався до лав РСЧА, був авіаційним техніком Науково-дослідницького інституту ВПС РСЧА.
З 1929 року — керівник повітряної частини чотирьох полярних експедицій у Карське море, де набув значного досвіду льотчика полярної авіації. З 1933 року — начальник авіації морських служб Головпівнморшляху при РНК СРСР, пізніше — начальник Полярної авіації Головпівнморшляху.
Під час підготовки першої радянської повітряної експедиції на Північний полюс Марк Шевельов, як один з найдосвідченіших полярних льотчиків, був включений до її складу й призначений заступником начальника експедиції. У травні 1937 року він вміло керував висадкою в районі північного полюсу експедиції на чолі з Іваном Папаніним і доправкою обладнання для наукової станції «Північний полюс-1».
З січня 1939 року — заступник начальника Головпівнморшляху СРСР. У березні 1941 року зарахований до складу РСЧА з відрядженням в народне господарство та залишенням на попередній посаді.
З початком німецько-радянської війни призначений заступником командира 81-ї авіаційної дивізії далекої дії, сформованої на базі особового складу і матеріальної частини Полярної авіації Головпівнморшляху. З листопада 1941 року — заступник начальника штабу 3-ї авіаційної дивізії далекої дії. З лютого 1942 року — начальник штабу авіації далекої дії (АДД). 5 травня 1942 року присвоєне військове звання «генерал-майор авіації».
У квітні 1944 року звільнений з займаної посади, перебував у резерві штабу АДД. З серпня 1944 року — начальник повітряної траси Красноярськ — Аляска з перегону авіаційної техніки зі США до СРСР. Одночасно з серпня 1944 року — член колегії ЦПФ СРСР.
З листопада 1946 року — заступник начальника Головного управління ЦПФ СРСР. У січні 1953 року відсторонений від посади через відмову виступити із засудженням заарештованих у справі «лікарів-отруювачів». З квітня 1953 року — помічник командувача 23-ю повітряною армією з аеродромної служби (Далекий Схід), а з січня 1954 року — заступник начальника штабу цієї ж армії.
У 1955 році закінчив Вищі академічні курси при Вищій військовій академії імені К. Є. Ворошилова. Повернувся у Полярну авіацію з залишенням у кадрах Червоної армії. З листопада 1955 року — начальник Полярної авіації — заступник начальника ГУ Головпівнморшляху при Раді Міністрів СРСР. З 1960 року — начальник Полярної авіації ЦПФ СРСР, організував і брав участь у 24 арктичних і одній антарктичній високоширотних полярних експедиціях. Керівник 15-ї радянської арктичної експедиції.
1971 року генерал-лейтенант авіації М. І. Шевельов вийшов у відставку, проте ще протягом 17 років продовжував працювати головним інспектором Управління Північного морського шляху при Міністерстві морського флоту СРСР. З 1988 року — на пенсії.
Обирався депутатом Верховної Ради СРСР 1-2 скликань (1937—1950).
Мешкав у Москві, де й помер 6 жовтня 1991 року. Похований на Троєкурівському цвинтарі.

## Нагороди
- Медаль «Золота Зірка» Героя Радянського Союзу (27.06.1937, № 36);
- два ордени Леніна (1934, 27.06.1937);
- три ордени Трудового Червоного Прапора (1964, 1971, 1977);
- орден Кутузова 2-го ступеня (18.09.1943);
- орден Вітчизняної війни 1-го ступеня (11.03.1985);
- три ордени Червоної Зірки (1940, 20.02.1942, 03.11.1944);
- орден Дружби народів (1987);
- медалі;

## Пам'ять
Ім'ям Марка Шевельова було назване судно Міністерства річкового флоту СРСР.